# Directv Open Bogotá 2023 - Doppio
Il doppio del torneo di tennis professionistico Directv Open Bogotá 2023, facente parte della categoria Challenger 125 nell'ambito dell'ATP Challenger Tour 2023, si è giocato dal 25 settembre al 1º ottobre a Bogotà, in Colombia.
Tra le sedici coppie di partecipanti erano presenti Nicolás Mejía e Andrés Urrea, i detentori del titolo ma sono stati eliminati al primo turno.
Questo torneo sarebbe dovuto essere l'ultimo torneo giocato dagli ex giocatori di doppio colombiani numero 1 del mondo Juan Sebastián Cabal e Robert Farah prima del loro ritiro dal tennis professionistico ma sono stati costretti a rinunciare per un infortunio di Cabal.
In finale Renzo Olivo e Thiago Agustín Tirante hanno sconfitto Guillermo Durán e Orlando Luz con il punteggio di 7–6(6), 6–4.

## Teste di serie
1. Théo Arribagé /  Luca Sanchez (quarti di finale)
2. Juan Sebastián Cabal /  Robert Farah (ritirati)
3. Diego Hidalgo /  Cristian Rodríguez (semifinale)

1. Boris Arias /  Federico Zeballos (semifinale)
2. Guillermo Durán /  Orlando Luz (finale)

## Wildcard
1. Nicolás Mejía /  Andrés Urrea (primo turno)

1. Juan Sebastián Gómez /  Adrià Soriano Barrera (primo turno)

## Alternate
1. Nick Hardt /  Matías Soto (primo turno)

1. Viktor Durasovic /  David Jordà Sanchis (quarti di finale)

## Tabellone

### Legenda
| - Q = Qualificato - WC = Wild card - LL = Lucky loser | - ALT = Alternate - SE = Special Exempt - PR = Protected Ranking | - w/o = Walkover - r = Ritirato - d = Squalificato |

|  | Primo turno | Primo turno                           | Primo turno           | Primo turno | Primo turno |  |  | Quarti di finale | Quarti di finale            | Quarti di finale            | Quarti di finale      | Quarti di finale      |   |   | Semifinali | Semifinali                         | Semifinali                         | Semifinali                  | Semifinali                  |   |   | Finale | Finale | Finale | Finale | Finale |  |
|  |             |                                       |                       |             |             |  |  |                  |                             |                             |                       |                       |   |   |            |                                    |                                    |                             |                             |   |   |        |        |        |        |        |  |
|  | 1           | T Arribagé L Sanchez                  | T Arribagé L Sanchez  | 6           | 6           |  |  |                  |                             |                             |                       |                       |   |   |            |                                    |                                    |                             |                             |   |   |        |        |        |        |        |  |
|  |             | F Romboli M Zormann                   | F Romboli M Zormann   | 3           | 4           |  |  | 1                | T Arribagé L Sanchez        | T Arribagé L Sanchez        | 4                     | 4                     |   |   |            |                                    |                                    |                             |                             |   |   |        |        |        |        |        |  |
|  | WC          | N Mejía A Urrea                       | N Mejía A Urrea       | 2           | 2           |  |  |                  | R Olivo TA Tirante          | R Olivo TA Tirante          | 6                     | 6                     |   |   |            |                                    |                                    |                             |                             |   |   |        |        |        |        |        |  |
|  |             | R Olivo TA Tirante                    | R Olivo TA Tirante    | 6           | 6           |  |  |                  |                             |                             |                       |                       |   |   |            | R Olivo TA Tirante                 | R Olivo TA Tirante                 | 7                           | 6                           |   |   |        |        |        |        |        |  |
|  | 3           | D Hidalgo C Rodríguez                 | 3                     | 7           | [11]        |  |  |                  |                             | 3                           | D Hidalgo C Rodríguez | D Hidalgo C Rodríguez | 5 | 2 |            |                                    |                                    |                             |                             |   |   |        |        |        |        |        |  |
|  |             | L Margaroli S Rodríguez Taverna       | 6                     | 5           | [9]         |  |  | 3                | D Hidalgo C Rodríguez       | D Hidalgo C Rodríguez       | 6                     | 7                     |   |   |            |                                    |                                    |                             |                             |   |   |        |        |        |        |        |  |
|  |             | C Puttergill A Taylor                 | 7                     | 64          | [13]        |  |  |                  | C Puttergill A Taylor       | C Puttergill A Taylor       | 4                     | 65                    |   |   |            |                                    |                                    |                             |                             |   |   |        |        |        |        |        |  |
|  | WC          | JS Gómez A Soriano Barrera            | 65                    | 7           | [11]        |  |  |                  |                             |                             |                       |                       |   |   |            | Renzo Olivo Thiago Agustín Tirante | Renzo Olivo Thiago Agustín Tirante | 78                          | 6                           |   |   |        |        |        |        |        |  |
|  |             | A Huertas del Pino C Huertas del Pino | 65                    | 6           | [4]         |  |  |                  |                             |                             |                       |                       |   |   |            |                                    | 5                                  | Guillermo Durán Orlando Luz | Guillermo Durán Orlando Luz | 6 | 4 |        |        |        |        |        |  |
|  | Alt         | V Durasovic D Jordà Sanchis           | 7                     | 2           | [10]        |  |  | Alt              | V Durasovic D Jordà Sanchis | V Durasovic D Jordà Sanchis | 4                     | 2                     |   |   |            |                                    |                                    |                             |                             |   |   |        |        |        |        |        |  |
|  |             | M Dellien JP Ficovich                 | M Dellien JP Ficovich | 2           | 0           |  |  | 4                | B Arias F Zeballos          | B Arias F Zeballos          | 6                     | 6                     |   |   |            |                                    |                                    |                             |                             |   |   |        |        |        |        |        |  |
|  | 4           | B Arias F Zeballos                    | B Arias F Zeballos    | 6           | 6           |  |  |                  |                             |                             |                       |                       |   |   | 4          | B Arias F Zeballos                 | B Arias F Zeballos                 | 2                           | 1                           |   |   |        |        |        |        |        |  |
|  |             | B Lock J Nedunchezhiyan               | 6                     | 65          | [10]        |  |  |                  |                             | 5                           | G Durán O Luz         | G Durán O Luz         | 6 | 6 |            |                                    |                                    |                             |                             |   |   |        |        |        |        |        |  |
|  | Alt         | N Hardt M Soto                        | 4                     | 7           | [6]         |  |  |                  | B Lock J Nedunchezhiyan     | B Lock J Nedunchezhiyan     | 3                     | 4                     |   |   |            |                                    |                                    |                             |                             |   |   |        |        |        |        |        |  |
|  |             | G Goldhoff V Kirkov                   | 4                     | 7           | [6]         |  |  | 5                | G Durán O Luz               | G Durán O Luz               | 6                     | 6                     |   |   |            |                                    |                                    |                             |                             |   |   |        |        |        |        |        |  |
|  | 5           | G Durán O Luz                         | 6                     | 64          | [10]        |  |  |                  |                             |                             |                       |                       |   |   |            |                                    |                                    |                             |                             |   |   |        |        |        |        |        |  |